# Sremska Mitrovica i Niš
Sremska Mitrovica i Niš je dokumentarni tv esej reditelja Slobodana Ž. Jovanovića, a u proizvodnji Radio-televizije Srbije, 1993. godine.
Emisija je deo serijala Kolevka Evrope koji je dokumentarna redakcija RTS-a pokrenula povodom sedamnaest vekova uspostavljanja tetrarhije u Rimskom carstvu. Carske gradove jedne svetske imperije kao što su to bili Nais i Sirmium — kakvo je u to vreme bilo Rimsko carstvo — podizali su čuveni imperatori poput Konstantina Velikog, Aurelijana, Dioklecijana. Zbog toga je ova emisija podsećanje da smo baštinici, ne baš najbrižljiviji, jedne duge, neobično plodne i za svetsku kulturu, velike tradicije na kojoj ona zasniva i svoje temelje.

## Autorska ekipa
- Reditelj Slobodan Ž. Jovanović
- Adaptacija teksta Slobodan Ž. Jovanović
- Scenario Slobodan Ž. Jovanović